# 臺灣松蚜
臺灣松蚜（学名：Cinara formosana）为大蚜科松柏大蚜屬下的一个种。